# Eo ipso
Eo ipso es una expresión latina que puede entenderse como «por sí mismo».

## Ejemplos
La descripción de las razones exige eo ipso una evaluación, aun en el caso de que quien hace esa descripción no se sienta por el momento en condiciones de emitir un juicio sobre su plausibilidad.

En general no le son ingénitos tales modos determinados de proceder. Y porque no lo son, carece también eo ipso de la necesidad de tenerlos.